# Enter
Klávesa Enter ↵ Enter je klávesa na pravém okraji počítačové klávesnice. Na klávesnici s číslicovým rozšířením se opakuje na pravém kraji této číslicové části.
Překlad anglického slova Enter znamená vstup, vlož, zadej, potvrď. Alternativou u starších počítačů je klávesa Return; příkladem jsou Commodore 64 a Atari.
Stisk této klávesy ukončuje zadávání řetězce, který převezme počítačový program, zpravidla prostřednictvím operačního systému, pro další zpracování. V nejběžnějších aplikacích typu textového procesoru (textového editoru) zpravidla vyvolá odřádkování na konci odstavce. Odlišné reakce zpravidla vyvolá jeho stisk při přidržení pomocných kláves, jako Alt, přesmykače ⇧ Shift nebo Ctrl, případně jejich kombinace.

## Klávesa return
Tlačítko return, česky návrat, se na klasické klávesnici nachází na pravém okraji počítačové klávesnice. Je na ní také často odkazováno mnoha americkými skupinami[zdroj?], jako na tlačítko "enter", a má obvykle vykonávat stejnou funkci. Nicméně v některých konkrétních aplikacích (hlavně rozvržení stránky, zpracování textu a psaní na stroji), "návrat" funguje specificky jako lafeta tlačítka návratu[zdroj?], ze kterého pochází. To má za normálních okolností šipkou směřující dolů a doleva (⏎ nebo ↵), která je symbolem pro návrat lafety. Naproti tomu "Enter" je obyčejně označen svým jménem ve formátu prostého textu na generických PC klávesnicích, nebo se symbolem ⌤ (U + 2324 až šipky mezi dvěma vodorovnými pruhy) na mnoha Apple Mac klávesnicích.)

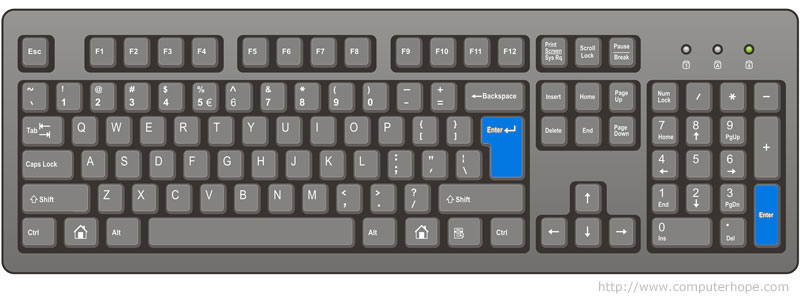
Vlevo klávesa Return, vpravo Enter.